# NGC 119
NGC 119 је лентикуларна галаксија у сазвежђу Феникс која се налази на NGC листи објеката дубоког неба.
Деклинација објекта је - 56° 58' 40" а ректасцензија 0h 26m 57,6s. Привидна величина (магнитуда) објекта NGC 119 износи 13,1 а фотографска магнитуда 14,1. NGC 119 је још познат и под ознакама ESO 150-8, PGC 1659.